# Constant Omega
En matemàtiques, la constant Omega, anotada Ω, és una constant definida per:
{\displaystyle \Omega \,e^{\Omega }=1}
Aquí Ω és un cas particular de la funció W de Lambert. El nom de la constant prové del nom alternatiu de la funció W de Lambert, la funció omega. No l'hem de confondre amb la constant Omega de Chaitin, definida en la teoria algorítmica de la informació.

## Definició
La constant prové de la funció W de Lambert, que rep aquest nom en honor del matemàtic alsacià Johann Heinrich Lambert. Té la forma següent:
{\displaystyle z} és un nombre complex, expressat en notació polar de nombres complexos, i la funció ve definida per {\displaystyle W(z)=w}, complint-se, doncs, la igualtat 
{\displaystyle z=W(z)e^{W(z)}.}
La constant omega és el cas particular de la funció W de Lambert quan {\displaystyle \Omega =W_{0}(1)\,}. L'expressió resultant és la coneguda: {\displaystyle \Omega \,e^{\Omega }=1}

## Propietats

### Valor aproximat
El valor aproximat d'Ω és:
{\displaystyle \Omega \approx 0,5671432904...}

### Altres definicions
Les següents expressions també validen el valor d'Ω:
{\displaystyle e^{-\Omega }=\Omega }
{\displaystyle \ln \Omega =-\Omega .\,}
{\displaystyle \Omega =\ln \left({\frac {1}{\Omega }}\right)}
Es pot calcular el valor d'Ω seguint un mètode iteratiu partint d'un Ω0 i obtenint cada element de la seqüència executant:
{\displaystyle \Omega _{n+1}=e^{-\Omega _{n}}.\,}
La seqüència tendirà al valor d'Ω a mesura que n tendeixi a ∞. Això passa ja que Ω és un punt fix de la funció {\displaystyle e^{-x}}
S'obtindrà la constant de manera molt més eficient mitjançant la seqüència:
{\displaystyle \Omega _{n+1}={\frac {1+\Omega _{n}}{1+e^{\Omega _{n}}}},}
ja que la funció:
{\displaystyle f(x)={\frac {1+x}{1+e^{x}}},}
té el mateix punt fix però té també la derivada igual a 0 en aquest punt fent que la convergència sigui quadràtica (el nombre nous dígits correctes és aproximadament duplicat per cada iteració.
Una identitat curiosa, atribuïda a Victor Adamchik, és la donada per la relació:
{\displaystyle \Omega ={\frac {1}{\displaystyle \int _{-\infty }^{+\infty }{\frac {\,dt}{(e^{t}-t)^{2}+\pi ^{2}}}}}-1.}
Integral que també es pot expressar de la següent manera:
{\displaystyle \int _{-\infty }^{\infty }{\frac {1}{(e^{x}-x)^{2}+\pi ^{2}}}\,dx={\frac {1}{1+\Omega }}.}

### Irracionalitat
La constant {\displaystyle \Omega } és un nombre irracional. Mitjançant la reducció a l'absurd es parteix de la base que el nombre {\displaystyle e} és un nombre transcendent (demostrat per Charles Hermite el 1873).
Suposant que {\displaystyle \Omega } és un nombre racional, llavors existeixen {\displaystyle p} i {\displaystyle q} nombres naturals primers entre ells tals que:
{\displaystyle \Omega ={\frac {p}{q}}}
llavors: {\displaystyle 1={\frac {pe^{\frac {p}{q}}}{q}}}

i finalment: {\displaystyle e={\sqrt[{p}]{\frac {q^{q}}{p^{q}}}}}
fet que convertiria el nombre {\displaystyle e} en un nombre algebraic d'ordre {\displaystyle p}, contradient la premissa que {\displaystyle e} és un nombre transcendent (no algebraic).

### Transcendència
A més de ser un nombre irracional, la constant Omega és també un nombre transcendent, segons es pot demostrar mitjançant el teorema de Lindemann-Weierstrass. Aquest teorema, juntament amb el de Gelfond-Schneider, constitueix la conjectura de Schanuel, i serveix per determinar si un nombre és transcendent o no. En particular, diu el següent:
Suposem {\displaystyle \alpha }, un nombre algebraic no nul, llavors {{\displaystyle \alpha }} és un conjunt linealment independent sobre els racionals. {{\displaystyle e^{\alpha }}} en serà un conjunt algebraicament independent, o en altres paraules, el nombre {\displaystyle e^{\alpha }} serà transcendent.
Aplicat a la constant Omega, es suposa que {\displaystyle \Omega } és un nombre algebraic i es parteix de la identitat:
{\displaystyle \Omega =e^{-\Omega }}
Llavors, si {\displaystyle \Omega } és un nombre algebraic, {\displaystyle (-\Omega )} també ho serà, i per tant, {\displaystyle e^{-\Omega }} serà, per força, un nombre transcendent, contradient la identitat inicial. Per tant, {\displaystyle \Omega } ha de ser per força un nombre transcendent, sent {\displaystyle e^{-\Omega }} també un nombre transcendent.